# Jacques Ellul
Jacques Ellul (ur. 6 stycznia 1912 w Bordeaux, zm. 19 maja 1994 tamże) – francuski historyk, teolog protestancki, socjolog, teoretyk chrześcijańskiego anarchizmu.

## Życiorys
W wieku lat 18 został żarliwym chrześcijaninem. W wieku 19 lat rozpoczął studia nad Kapitałem Marksa, wtedy też zapisał się na studia prawnicze. Po studiach, w 1936 roku doktoryzował się w naukach prawniczych na podstawie pracy zatytułowanej Etude sur l’évolution et la nature juridique du Mancipium. W 1943 roku zdał egzamin habilitacyjny (agrégation) w dziedzinie prawa rzymskiego i historii prawa i podjął pracę na Uniwersytecie w Bordeaux (1944–1980), równocześnie wykładał w Instytucie Studiów Politycznych w Bordeaux historię instytucji i historię społeczną.
Związany w latach trzydziestych z ruchem personalistów, był animatorem wraz z Bernardem Charbonneau grupy myślicieli bliskich czasopismu Esprit oraz grupy Ordre nouveau. Podjął wówczas rozmyślania na temat rozwoju współczesnego mu społeczeństwa i śmierci świata agrarnego – postępującej technicyzacji i normalizacji człowieka i jego środowiska (zapoczątkowując analizę problemów ekologicznych). Przeprowadził pogłębiona krytykę społeczeństwa, które nazwał la société technicienne; technika staje się według niego podstawowym determinantem społeczeństwa przemysłowego, narzuca ludziom własne normy i wartości postępu technicznego, które odsuwają na boczny tor człowieka, jego potrzeby, kulturę oraz naturę.
Jest uważany, wraz z Ivanem Illichem, za ojca tez zwolnienia rozwoju oraz prostoty w stylu życia określanych mianem ekologii politycznej.

## Publikacje
- Étude sur l'évolution et la nature juridique du Mancipium. Bordeaux: Delmas, 1936. Brak numerów stron w książce
- La Technique ou l'Enjeu du siècle. Paris: Economica, 1954. ISBN 978-2-7178-1563-4. Brak numerów stron w książce
- Propagandes. Paris: Economica, 1962. ISBN 978-2-7178-1848-2. Brak numerów stron w książce
- L’Illusion politique. Paris: La Table Ronde, 1965. ISBN 978-2-7103-2700-4. Brak numerów stron w książce
- Exégèse des nouveaux lieux communs. Paris: La Table Ronde, 1966. ISBN 978-2-7103-0646-7. Brak numerów stron w książce
- Métamorphose du bourgeois. Paris: La Table Ronde, 1967. ISBN 978-2-7103-0881-2. Brak numerów stron w książce
- Autopsie de la révolution. Paris: La Table Ronde, 1969. ISBN 978-2-7103-3094-3. Brak numerów stron w książce
- De la révolution aux révoltes. Paris: La Table Ronde, 1972. ISBN 978-2-7103-6736-9. Brak numerów stron w książce
- Les nouveaux possédés. Paris: Les Mille et Une Nuits, 1973. ISBN 978-2-8420-5782-4. Brak numerów stron w książce
- Trahison de l'Occident. Pau: Princi Negue, 1975. ISBN 978-2-8461-8102-0. Brak numerów stron w książce
- Le Système technicien. Paris: Le Cherche-midi, 1977. ISBN 978-2-7491-2371-4. Brak numerów stron w książce
- L'empire du non-sens: L'art et la société technicienne. Paris: Presses Universitaires de France, 1980. ISBN 978-2-1303-6326-2. Brak numerów stron w książce
- La Parole humiliée. Paris: La Table Ronde, 1981 Seuil. ISBN 978-2-7103-7105-2. Brak numerów stron w książce
- Changer de révolution. L'inéluctable prolétariat. Paris: 1982. Brak numerów stron w książce
- Changer de révolution. Paris: La Table Ronde, 1982 Seuil. ISBN 978-2-7103-7102-1. Brak numerów stron w książce
- Le bluff technologique. Paris: Hachette, 1988. ISBN 978-2-8185-0227-3. Brak numerów stron w książce

Po polsku ukazała się jego książka Anarchia i chrześcijaństwo.